# Maslove, Șpola
Maslove (în ucraineană Маслове) este o comună în raionul Șpola, regiunea Cerkasî, Ucraina, formată numai din satul de reședință.

## Demografie
Componența lingvistică a comunei Maslove
     Ucraineană (93,6%)
     Maghiară (5,18%)
     Alte limbi (1,21%)
Conform recensământului din 2001, majoritatea populației comunei Maslove era vorbitoare de ucraineană (93,6%), existând în minoritate și vorbitori de maghiară (5,18%).